# Ventenac-Cabardès
Ventenac-Cabardès település Franciaországban, Aude megyében. Lakosainak száma 959 fő (2022. január 1.). Ventenac-Cabardès Aragon, Moussoulens, Pennautier és Pezens községekkel határos.

## Népesség
A település népessége az elmúlt években az alábbi módon változott:
| Lakosok száma | 421  | 562  | 759  | 852  | 850  | 939  | 959  | 958  | 955  | 959  |
|               | 1968 | 1982 | 1999 | 2006 | 2011 | 2015 | 2017 | 2018 | 2020 | 2022 |